# Lingavvanagatihalli, Chitradurga
Lingavvanagatihalli là một làng thuộc tehsil Chitradurga, huyện Chitradurga, bang Karnataka, Ấn Độ.